# Chitrakoot Dham (Karwi)
Chitrakoot Dham (Karwi) é uma cidade e um município no distrito de Chitrakoot, no estado indiano de Uttar Pradesh.

## Demografia
Segundo o censo de 2001, Chitrakoot Dham (Karwi) tinha uma população de 48,853 habitantes. Os indivíduos do sexo masculino constituem 54% da população e os do sexo feminino 46%. Chitrakoot Dham (Karwi) tem uma taxa de literacia de 67%, superior à média nacional de 59.5%; a literacia no sexo masculino é de 75% e no sexo feminino é de 58%. 16% da população está abaixo dos 6 anos de idade.